# Slova ustanovení
Slova ustanovení Nejsvětější svátosti (latinsky verba institutionis, narratio institutionis, narace nebo jen institutio – instituce) jsou jednou z nejdůležitějších částí eucharistické modlitby. 

## Původ
Upomínají na řeč, kterou pronesl Ježíš Kristus při poslední večeři ke dvanácti apoštolům, nejedná se však o jeho doslovný překlad podle některého ze synoptických evangelií – Mt 26, 26–29 (Kral, ČEP), Mk 14, 22–25 (Kral, ČEP), Lk 22, 19–20 (Kral, ČEP) – ani z 1K 11, 24–25 (Kral, ČEP). 

## Význam
Podle víry římskokatolické církve při nich dochází k proměňování, které se ve východních církvích váže na epiklezi. 

## Místo v liturgii
V římském ritu jsou součástí mešního kánonu. V anafoře Addaie a Mariho, užívané ve východosyrské liturgii, instituce zcela chybí, v malabarském ritu je pronášena až po anafoře v rámci modliteb při lámání chleba.
V noci, kdy se za nás vydal, vzal při večeři chléb, vzdal ti díky a požehnal, lámal, dával svým učedníkům a řekl:

VEZMĚTE A JEZTE Z TOHO VŠICHNI: TOTO JE MOJE TĚLO, KTERÉ SE ZA VÁS VYDÁVÁ.

Po večeři vzal také kalich, vzdal ti díky a požehnal, dal svým učedníkům a řekl:

VEZMĚTE A PIJTE Z NĚHO VŠICHNI: TOTO JE KALICH MÉ KRVE, KTERÁ SE PROLÉVÁ ZA VÁS A ZA VŠECHNY NA ODPUŠTĚNÍ HŘÍCHŮ. TOTO JE SMLOUVA NOVÁ A VĚČNÁ. TO KONEJTE NA MOU PAMÁTKU.
slova ustanovení ve třetí eucharistické modlitbě